# Porta Obscura
Porta Obscura — другий студійний альбом німецького симфонічного фольк-метал-гурту Coronatus. Реліз відбувся 28 листопада 2008 через лейбл Massacre Records.

## Список композицій
| #   | Назва                          | Тривалість |
| --- | ------------------------------ | ---------- |
| 1.  | «Prologue»                     | 1:57       |
| 2.  | «Exitus»                       | 4:00       |
| 3.  | «Fallen»                       | 6:50       |
| 4.  | «In Silence»                   | 4:22       |
| 5.  | «Beauty in Black»              | 4:36       |
| 6.  | «Cast My Spell»                | 5:09       |
| 7.  | «In Your Hands»                | 2:41       |
| 8.  | «Mein Herz»                    | 3:16       |
| 9.  | «Am Kreuz»                     | 4:39       |
| 10. | «Der Vierte Reiter»            | 4:30       |
| 11. | «Strahlendster Erster»         | 3:23       |
| 12. | «Flos Obscura» (бонусний трек) | 5:14       |
| 13. | «Volles Leben» (бонусний трек) | 3:56       |

## Учасники запису
- Кармен Р. Лорч — вокал
- Ада Флечтнер — вокал
- Джо Ланг — гітари
- Фабіан Меркт — клавіші
- Кріз ДіАнно — бас-гітара
- Мат Курт — барабани